# Beatriz Pereira de Alvim
Beatriz Pereira de Alvim (1380-1412), noble portuguesa, hija de Nuno Álvares Pereira «el Santo condestable» y de su mujer Leonor de Alvim, fue la bisabuela materna de la reina Isabel I de Castilla y ancestra de los monarcas que reinaron en Portugal después de la revolución del 1 de diciembre de 1640.
Fue la única descendiente sobrevivente de sus padres que llegó a la edad adulta (tenía dos hermanos que murieron jóvenes). Como tal, se convirtió en la heredera de su padre, el cual ostentaba una de las mayores fortunas de toda la península ibérica.

## Matrimonio y descendencia
Se casó el 8 de noviembre de 1401 con Alfonso de Portugal, el primer duque de Braganza, hijo natural del rey Juan I de Portugal —tenido antes de contraer matrimonio con Felipa de Lancaster—, y de Inés Pires.  De esta unión nacieron tres hijos; 
- Alfonso (1402-1460),[5] conde de Ourém y marqués de Valença (merced de Alfonso V de Portugal), que falleció aún en vida de su padre;
- Fernando (1403-1478),[5] que lo sucedió en el ducado de Braganza, con el nombre de Fernando I;
- Isabel, que casó con su tío, el infante Juan, conde de Aveiro, hijo legítimo del rey Juan I de Portugal y de Felipa de Lancaster.[6] Una de las hijas de este matrimonio fue Isabel de Portugal, casada con el rey Juan II de Castilla y madre de la reina Isabel la Católica.[7]